# Partido de Bahía Blanca
Bahía Blanca es uno de los 135 partidos de la provincia argentina de Buenos Aires. El partido se encuentra en el suroeste interior de la provincia. Su cabecera es la ciudad de Bahía Blanca, un importante polo cultural, comercial y académico.

## Gobierno municipal

### Intendentes desde 1983[3][4]
| Intendente              | Mandato                                           | Partido | Partido | Alianza | Alianza | Elecciones |
| ----------------------- | ------------------------------------------------- | ------- | ------- | ------- | ------- | ---------- |
| Juan Carlos Cabiron     | 10 de diciembre de 1983 - 10 de diciembre de 1987 |         | UCR     |         | —       | 1983       |
| Juan Carlos Cabiron     | 10 de diciembre de 1987 - 10 de diciembre de 1991 | 1987    | UCR     |         | —       |            |
| Jaime Linares           | 10 de diciembre de 1991 - 10 de diciembre de 1995 |         | UCR     | 1991    | —       |            |
| Jaime Linares           | 10 de diciembre de 1995 - 10 de diciembre de 1999 | 1995    | UCR     |         | —       |            |
| Jaime Linares           | 10 de diciembre de 1999 - 10 de diciembre de 2003 |         | UCR     | Alianza | 1999    |            |
| Rodolfo Lopes           | 10 de diciembre de 2003 - 24 de agosto de 2006    |         | PJ      |         | —       | 2003       |
| Cristian Breitenstein   | 24 de agosto de 2006 - 10 de diciembre de 2007    |         | PJ      |         | —       | 2003       |
| Cristian Breitenstein   | 10 de diciembre de 2007 - 10 de diciembre de 2011 |         | PJ      | FPV     | 2007    |            |
| Cristian Breitenstein   | 10 de diciembre de 2011 - 12 de diciembre de 2011 | 2011    | PJ      | FPV     |         |            |
| Gustavo José Bevilacqua | 12 de diciembre de 2011 - 10 de diciembre de 2015 | 2011    |         | FPV     | PJ      |            |
| Héctor Norberto Gay     | 10 de diciembre de 2015 - 10 de diciembre de 2019 |         | PRO     |         | CBA     | 2015       |
| Héctor Norberto Gay     | 10 de diciembre de 2019 - 12 de diciembre de 2023 |         | PRO     | JxC     | 2019    |            |
| Federico Susbielles     | 12 de diciembre de 2023 - En el cargo             |         | PV      |         | UP      | 2023       |

1. ↑  Fue destituido por el Concejo Deliberante.
2. ↑  Se tomó licencia para asumir como Ministro de Producción, Ciencia y Tecnología de la provincia de Buenos Aires. Renunció formalmente el 28 de noviembre de 2013.
3. ↑  Asume formalmente el 28 de noviembre de 2013.

### Poder legislativo
El Poder Legislativo se compone de un Concejo Deliberante conformado por 24 integrantes, y un Concejo Escolar conformado por 10 integrantes.

#### Concejo Deliberante
La siguiente lista muestra la composición del Honorable Concejo Deliberante de Bahía Blanca para los períodos de 2021-2025 y 2023-2027.
| Concejal                         | Bloque | Bloque               | Inicio del Mandato | Fin del Mandato |
| -------------------------------- | ------ | -------------------- | ------------------ | --------------- |
| Mauro David Reyes Pontet (P)     |        | La Libertad Avanza   | 2023               | 2027            |
| Álvaro Díaz (PB)                 |        | Unión por la Patria  | 2023               | 2027            |
| María Gisela Ghigliani           |        | Unión por la Patria  | 2021               | 2025            |
| Mariano Alberto Arzuaga          |        | Unión por la Patria  | 2021               | 2025            |
| Miguel Ángel Aguero              |        | Unión por la Patria  | 2021               | 2025            |
| Micaela Tomassini                |        | Unión por la Patria  | 2023               | 2027            |
| Jonatan Alberto Arce             |        | Unión por la Patria  | 2023               | 2027            |
| Lucía Verónica Martínez Zara     |        | Unión por la Patria  | 2023               | 2027            |
| Roberto Arcángel                 |        | Unión por la Patria  | 2023               | 2027            |
| Adrián "Chopper" Jouglard (PB)   |        | Juntos por el Cambio | 2021               | 2025            |
| Fabiola Mara Buosi               |        | Juntos por el Cambio | 2021               | 2025            |
| Pablo Germán Daguerre            |        | Juntos por el Cambio | 2021               | 2025            |
| Gisela Melisa Caputo             |        | Juntos por el Cambio | 2021               | 2025            |
| Gonzalo Javier Vélez             |        | Juntos por el Cambio | 2021               | 2025            |
| Silvina Alejandra Rubio          |        | Juntos por el Cambio | 2021               | 2025            |
| Rubén Gómez                      |        | Juntos por el Cambio | 2021               | 2025            |
| Marcos Streitenberger            |        | Juntos por el Cambio | 2023               | 2027            |
| Fabiana Andrea Úngaro            |        | Juntos por el Cambio | 2023               | 2027            |
| Emiliano Marcelo Álvarez Porte   |        | Juntos por el Cambio | 2023               | 2027            |
| Carlos Walter Alonso (PB)        |        | La Libertad Avanza   | 2023               | 2027            |
| María Teresa Gonard              |        | La Libertad Avanza   | 2023               | 2027            |
| Vanina Gabriela Linzuain         |        | La Libertad Avanza   | 2023               | 2027            |
| Martín Barrionuevo Iribarne (PB) |        | Avanza Libertad      | 2021               | 2025            |
| Valeria Diana Rodríguez          |        | Avanza Libertad      | 2021               | 2025            |

- P: Presidente del HCD.
- PB: Presidente de bloque.

#### Consejo Escolar
La siguiente lista muestra la composición del Consejo Escolar de Bahía Blanca para los períodos 2021-2025 y 2023-2027.
| Consejero                      | Bloque | Bloque               | Inicio del Mandato | Fin del Mandato |
| ------------------------------ | ------ | -------------------- | ------------------ | --------------- |
| Marina Sol Cano (P)            |        | Unión por la Patria  | 2023               | 2027            |
| Andrea Patricia Damiani        |        | Unión por la Patria  | 2023               | 2027            |
| Edgardo Raúl Ayude             |        | Unión por la Patria  | 2021               | 2025            |
| Florencia Paola Sánchez Chaves |        | Unión por la Patria  | 2021               | 2025            |
| Ignacio Fernández Sallustio    |        | Juntos por el Cambio | 2023               | 2027            |
| Mirna Lorena Mishevitch        |        | Juntos por el Cambio | 2021               | 2025            |
| Luis Alberto José              |        | Juntos por el Cambio | 2021               | 2025            |
| Claudia Andrea Yañez           |        | Juntos por el Cambio | 2021               | 2025            |
| Felipe Horacio Ferrandez       |        | La Libertad Avanza   | 2023               | 2027            |
| Fiorella Belén Damiani         |        | La Libertad Avanza   | 2023               | 2027            |

## Cuarteles y localidades
El partido de Bahía Blanca se divide en 15 cuarteles numerados en números romanos del I al XV.
El partido comprende las localidades de (junto con su población en 2022):
- Gran Bahía Blanca (323.357 habitantes), integrado por las localidades de:
  - Bahía Blanca
  - Ingeniero White
  - Grünbein
  - Villa Espora
  - Villa Bordeu

- General Daniel Cerri (7.704 habitantes)
- Cabildo (2.305 habitantes)
- La Vitícola (población rural dispersa).

## Demografía
| Población | 1.472 | 3.201    | 14.238   | 70.269   | 122.059 | 153.631 | 191.624 | 234.047 | 272.191 | 284.776 | 301.572 | 336.674 |
| Variación | -     | +117,45% | +344,79% | +393,53% | +73,70% | +25,86% | +24,73% | +22,13% | +16,29% | +4,62%  | +5,89%  | +11,6%  |

### Estructura
Según el censo 2022 la población total es de 336 674 personas, repartidas en 
175 083 mujeres y 161 488 hombres, con un índice de masculinidad de 92,2 hombres por cada 100 mujeres. 
La edad mediana de la población es de 35 años (36 años entre las mujeres y 33 años entre los hombres).
El 14,0% de la población tiene más de 65 años (frente al 13,1% en 2010), y el 3,4% de la población tiene más de 80 años (frente al 3,6% en 2010)

### Salud y educación
El 72,8% de la población tiene al menos un tipo de cobertura de salud. 
Unas 112 518 personas asisten a algún tipo de establecimiento educativo de cualquier nivel y unas 49 473 personas tienen un título terciario o superior (23,6% sobre el total de la población instruida). La tasa de alfabetización es del 99,5

### Migraciones
De las personas residentes en el partido, unas 51 160 (15,2% del total de población) nacieron en otra provincia, y unas 13 445 (4,0% del total de población) lo hicieron fuera del país, siendo los grupos de inmigrantes más numerosos los provenientes de:
- Chile: 6 444 personas
- Bolivia: 1 015 personas
- Paraguay: 694 personas
- Italia: 599 personas
- Venezuela: 568 personas

### Hogares
En el partido hay un total de 149 008 viviendas  y 132 118 hogares. 
En cuanto al régimen de tenencia y regularidad de la propiedad de las viviendas, el 57,7% es propia, el 28,0% es alquilada, el 6,2% es cedida o prestada, y el resto se encuentra en otra situación.
Sobre el total de hogares, 127 262 (96,3% del total) tiene acceso a red pública de agua corriente, 109 425 (82,8% del total) tiene desagüe y descarga a red pública cloacal, 106 548 (80,6% del total) tiene acceso a red pública de gas, y 112 539 (85,2% del total) tiene acceso a red de internet en la vivienda. 

### Población por Delegación Municipal
A la espera de la población disgregada por delegación municipal del último censo (2022), a continuación se enuncia la población por delegación en 2010.
- Centro 
  - Población: 96.980
- Las Villas 
  - Población: 50.254
- Villa Harding Green 
  - Población: 15.460
- Norte 
  - Población: 36.222

- Noroeste 
  - Población: 33.275
- Villa Rosas 
  - Población: 30.389
- Ingeniero White 
  - Población: 10.486
- Cerri 
  - Población: 8.716
- Cabildo 
  - Población: 2.341
- Resto 
  - Población: 4.236

## Parque Industrial del partido
El Parque Industrial de Bahía Blanca está ubicado en la Ruta de Acceso Sudoeste a Puertos, a 5 km de la ciudad cabecera de Bahía Blanca, con 136 hectáreas ubicadas en cercanías del Puerto de Bahía Blanca, Polo Petroquímico y la Zona Franca Bahía Blanca-Coronel Rosales. 
El parque es público-privado y las parcelas son distribuidas por el municipio. Las obras de infraestructura están a cargo del consorcio del Parque.